# 圣安德烈斯谢库尔

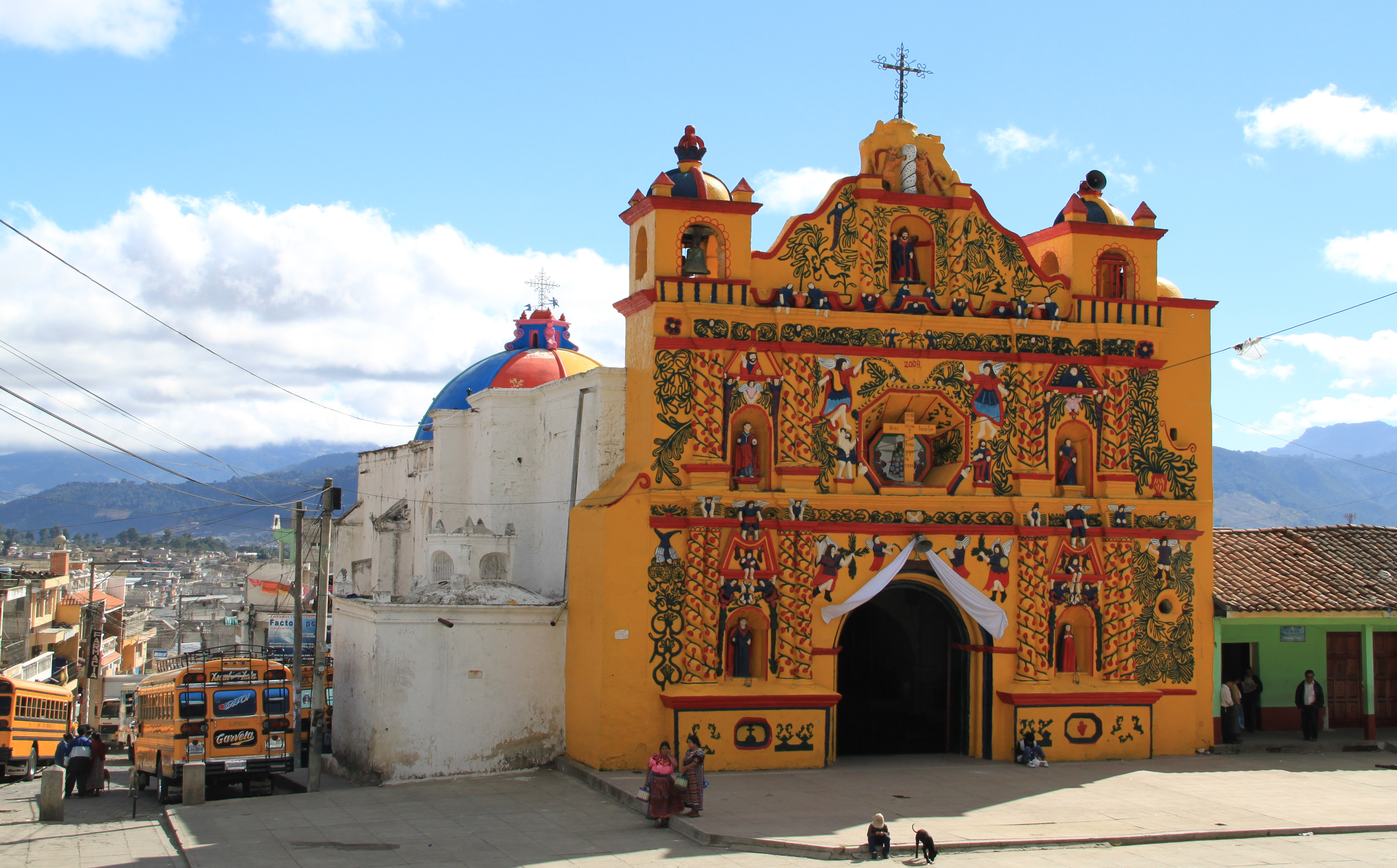

圣安德烈斯谢库尔（西班牙語：San Andrés Xecul，西班牙語發音：[san anˈdɾes ʃeˈkul]）是危地馬拉的城鎮，位於該國中西部，由托托尼卡潘省負責管轄，面積212平方公里，海拔高度2,445米，2002年人口22,362，人口密度每平方公里105.48人。
14°54′N 91°29′W / 14.900°N 91.483°W